# Zbigniew Baranowski
Zbigniew Mateusz Baranowski (Białogard, 2 luglio 1991) è un lottatore polacco, specializzato nella lotta libera. Ha rappresentato la Polonia ai Giochi olimpici estivi di Rio de Janeiro 2016 e Parigi 2024. 

## Biografia
Ha rappresentato la Polonia ai Giochi olimpici estivi di Rio de Janeiro 2016, in cui è stato eliminato ai quarti del torneo dei -86 kg dall'azero Şərif Şərifov, dopo aver sconfitto il venezuelano Pedro Ceballos agli ottavi.
Agli europei di Bucarest 2019 ha vinto la medaglia d'argento nella categoria fino a 92 kg, perdendo la finale contro Şərif Şərifov. 
Alla Coppa del mondo individuale di Belgrado 2020, evento che ha sostituito i campionati mondiali, cancellati a causa dell'emergenza sanitaria causata dalla Pandemia di COVID-19, ha vinto la medaglia d'argento negli 86 kg, rimanendo sconfitto in finale per mano del russo Dauren Kurugliev. 
Agli europei di Budapest 2022 ha ottenuto il bronzo nei 97 kg.
Ha fatto la sua seconda apparizione olimpica a Parigi 2024 nel torneo dei -97 kg, nel corse del quale ha eliminato il modavo Radu Lefter agli ottavi ed è stato estromesso dall'azero Magomedkhan Magomedov ai quarti.

## Palmarès
- Europei

Bucarest 2019: argento nei 92 kg.
Budapest 2022: bronzo nei 97 kg

## Altre competizioni internazionali
2020
- Argento negli 86 kg nella Coppa del mondo individuale ( Belgrado)